# Бранвен
Бранвен — сестра Брана Благословенного и жена Матолвха в мифологии валлийских кельтов (Уэльс). Является главным персонажем в одной из повестей Мабиногион, которую после этого иногда называют Мабиногион Бранвен. Бранвен также является дочерью Ллира и Пенардин и считается валлийской богиней любви и красоты. Она вышла замуж за короля Ирландии, но брак не принёс мир.

### Валлийский текст и переиздания
- Branwen Uerch Lyr. Ed. Derick S. Thomson. Medieval and Modern Welsh Series Vol. II. Dublin: Dublin Institute for Advanced Studies, 1976. ISBN 1-85500-059-8

### Вторичные источники
- Ford, Patrick K. "Branwen: A Study of the Celtic Affinities, " Studia Celtica 22/23 (1987/1988): 29-35.

### Адаптации
- В 1915 г. валлийским художником Кристофером Уильямсом (Christopher Williams) была нарисована сцена, названная им Бранвен. Полотно хранится в коллекции художественной галереи в Суонси, Уэльс[1].
- В 1994 г. был выпущен фильм с названием Branwen[2].